# Palanda (kanton)
Palanda – kanton w prowincji Zamora-Chinchipe, w Ekwadorze. Stolicą kantonu jest Palanda.